# Опиоидная абстиненция
Опиоидная абстиненция — набор симптомов, возникающих в результате внезапного сокращения дозы опиоидов или опиоидных антагонистов после периода их употребления. Симптомы могут включать: насморк, расширенные зрачки, гусиную кожу, боли в мышцах, тошноту и диарею. Также отмечаются потливость, учащенное сердцебиение и зевота. Симптомы могут длиться несколько дней. Хотя состояние редко угрожает жизни, могут возникнуть такие осложнения, как обезвоживание и нарушение электролитного баланса.
Все опиоиды могут вызывать синдром отмены, независимо от того, использовались они в рекреационных целях или по назначению врача. Синдром отмены может наступить уже через 6 часов после приёма опиоидов короткого действия, таких как героин, или спустя 4 дня после приема препаратов длительного действия, таких как метадон. Степень тяжести синдрома отмены часто определяют по клинической шкале отмены опиоидов (COWS).
Опиоидную абстиненцию можно лечить с помощью опиоидной заместительной терапии бупренорфином или метадоном. Симптомы можно облегчить с помощью клонидина или лофексидина. Без лечения самые тяжёлые симптомы длятся около недели, а незначительные симптомы могут проявляться и дольше.
Около 16 миллионов человек во всем мире незаконно употребляют опиоиды. Среди употреблявших героин в 2012 году абстинентный синдром наблюдался примерно в 60 % случаев. Многие люди, продолжающие употреблять опиоиды, делают это в попытке предотвратить абстинентный синдром Синдром отмены опиоидов, возможно, был описан ещё Гиппократом в V веке до нашей эры.. Описания в медицинской литературе датируются, по крайней мере, 1701 годом.